# شكيب كاظم
شكيب كاظم سعودي الجبوري العاني، (8 مايو/آيار 1945 - 20 أبريل/نيسان 2023) هو كاتب وناقد ولغوي عراقي، من مواليد بغداد، حاصل على شهادة بكالوريوس آداب في اللغة العربية من كلية الآداب بالجامعة المستنصرية عام 1975، أنجز رسالته للماجستير في القراءات القرآنية ولم يناقشها، وكان أول موضوع نشره في عام 1966، حيث نشر أكثر من ألف مقالة ودراسة في الصحف والمجلات العراقية والعربية، ولهُ عدد من الكتب المنشورة.

## حياته
ولد شكيب كاظم في جانب الكرخ من بغداد في 8 أيار 1945. سكنت عائلته سابقاً في مدينة عانة، ثم هاجرت إلى بغداد وسكنت في محلة الشواكة. أكمل دراسته الابتدائية والمتوسطة والثانوية فيها، ثم حصل على بكالوريوس في آداب اللغة العربية من قسم الدراسات المسائية في كلية الآداب بالجامعة المستنصرية عام 1975، وانتمى الى معهد التاريخ العربي والتراث العلمي للدراسات العليا لمناقشة رسالته لنيل درجة الماجستير والتي كانت بعنوان «أبو بكر بن عياش الاسدي: قارئ الكوفة ورواية أخبار العرب المتوفي سنة 193 هـ» ولكنه لم يناقشها لأسباب خاصة، ثم نشرها فيما بعد.
عين موظفاً في مصلحة توزيع المنتجات النفطية عام 1965، وباشر عمله في مدينة البصرة، وعمل في المؤسسات النفطية في ناحية العزير وعلي الغربي والرطبة. نشر أول مقال لهُ في جريدة المنار يوم 13 نيسان 1966، وعنوانه «رأي في القصة العربية» وواصل الكتابة منذ ذلك التاريخ حتى كثرت مقالاته ودراساته على الألف مقال، ونشرت في الصحف والمجلات العراقية والعربية.

## العضوية
- عضو الاتحاد العام للأدباء والكتاب في العراق.
- عضو الاتحاد العام للأدباء والكتاب العرب.
- مصحح ومحرر في الصفحة الثقافية في جريدة الزمان.
- مصحح في إذاعة المدى.

## مؤلفاته
1. الضفة الأولى، مقالات في الثقافة والنقد، بغداد 2000.
2. الضفة الثانية في نقد القصة والرواية، بغداد 2001.
3. في التراث والثقافة والأدب، بغداد 2005.
4. في النقد القصصي والروائي حرثاً في المعنى، دار الشؤون الثقافية العامة، بغداد 2006.[5]
5. مطارحات في الثقافة، دار الشؤون الثقافية العامة، بغداد 2007.[6]
6. أحاديث تراثية، حين يكون التراث مرجعاً وملهماً، دار الحقائق، حمص، 2008.[7]
7. أبو بكر بن عياش الأسدي، قراءاته القرآنية ومروياته التأريخية، دار الإرشاد للنشر، حمص، ط1، 2008؛ دار الجواهري، بغداد، ط2، 2012.[8]
8. إلتماعات ورؤى، مثابات في الأدب والفكر، دار النايا ودار محاكاة للنشر والتوزيع، دمشق 2011.[9]
9. الزهراء.. بضعة رسول الله، مؤسسة مصر مرتضى للكتاب، بغداد 2011.
10. إضاءات ونفثات، دار ميزوبوتاميا للطباعة والنشر والتوزيع، بغداد 2012.
11. المرء يلقي عصا ترحاله، دار فضاءات، عمان 2013.
12. السرد في مشغل النقد، دار فضاءات، عمان 2014.
13. هوامش ومتون في الأدب والنقد والفكر، دار فضاءات، عمان 2015.[10]
14. إضاءات بلون الغروب القادم، دار فضاءات، عمان 2016.
15. فنارات على سواحل الكتابة، دار دجلة، عمان، 2017.
16. غيوم على حافة الأفق، دار دجلة، عمان، 2018.
17. قد كان ما كان، دار أمل الجديدة، دمشق 2019.[11]
18. وتلك الأيام، دار أمل الجديدة، دمشق، 2020.
19. قبل الورقة الاخيرة، منشورات الاتحاد العام للأدباء والكتاب في العراق، بغداد 2022.